# Famille Akhrif
Cette page explique l’histoire ou répertorie les différents membres de la famille Akhrif.
 (juin 2012).
Si vous disposez d'ouvrages ou d'articles de référence ou si vous connaissez des sites web de qualité traitant du thème abordé ici, merci de compléter l'article en donnant les références utiles à sa vérifiabilité et en les liant à la section « Notes et références ».
Le nom de la famille Akhrif se rapporte au dernier nom porté par des familles marocaines du nord du pays et comme le nom l'indique, à l'autre bout du Rif (la fin du Rif) dans le pays jbala de Beni Arous, les Akhrif descendent de Ali El Meyzin descendant du prophète de l'islam Mahomet. On les retrouvent aujourd'hui sous le patronyme Jellali-Alami.

## Généalogie ascendante de la famille Akhrif
Les Chorfas Akhrif sont les descendants de Ali ben Bou Bker ben Ali ben Horma ben Îssa ben Sellam ben Ahmed Mezouar (enterré à Soumata) ben Ali ben Muhammad ben Idris II ben Idrîs Ier qui descend de Mahomet par sa fille Fatima.

## Origines et l'histoire de cette famille idrisside

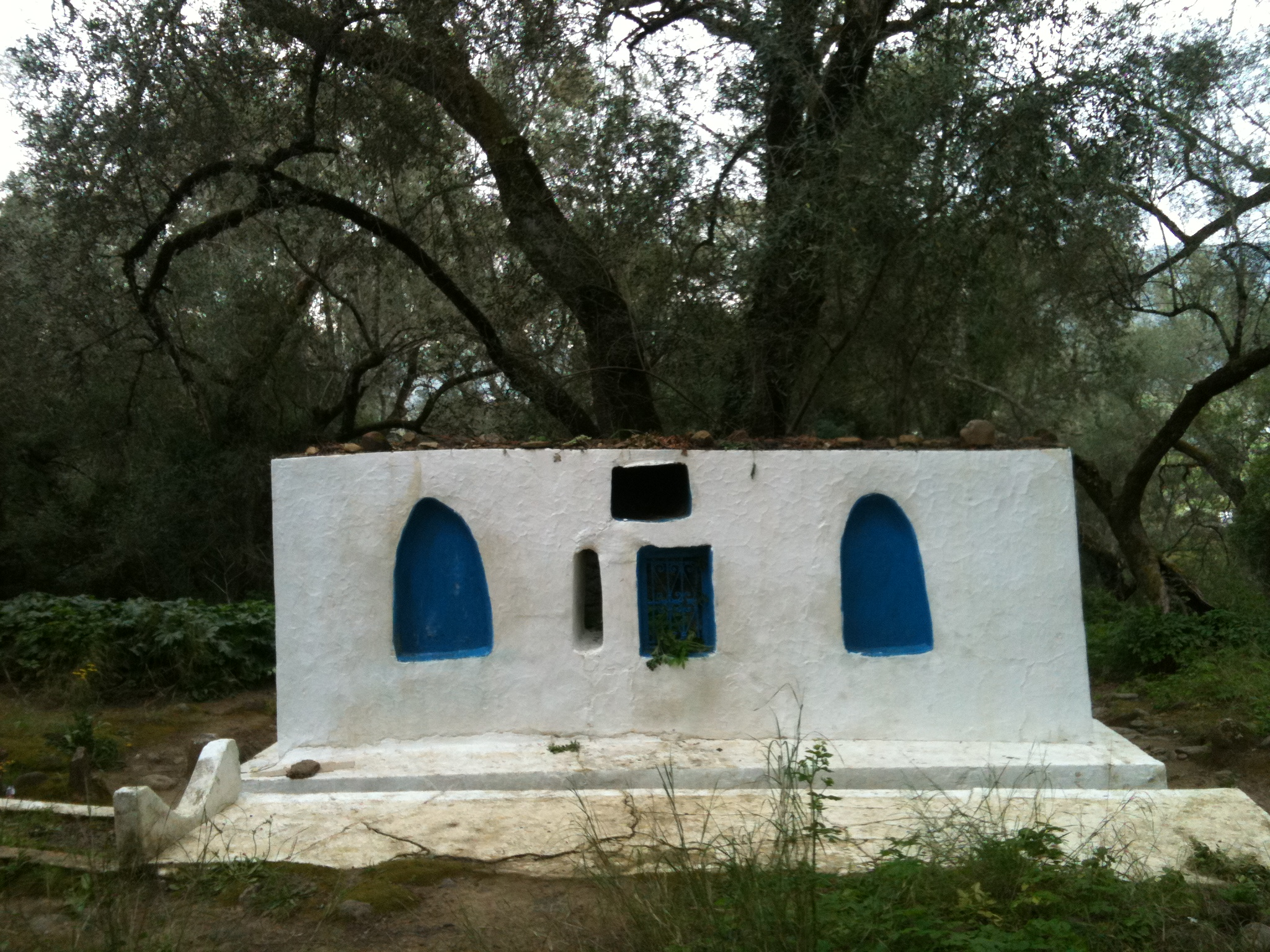
Mausolée de Sidi Sellam à Majmoula.

La dynastie Idrisside est sortie victorieuse après la guerre fratricide entre les fils d'Idris II contre les divisions et le séparatisme pour redevenir unie sous le commandement de Muhammad ben Idris. Mais son règne est bref et la mort l'emporte en 836.
Le jour même et à l'âge de neuf ans et quatre mois, son fils, connu plus tard sous le nom de Ali Haïdara, prend le titre d'Emir. C'était un homme d'une grande noblesse et doté d'une grande intelligence, ces aspects sont apparus pendant son règne. Il a réorganisé le pays et a créé des institutions, il a réintroduit la justice et a été fortement soutenu par son entourage. Il a apporté à la population la sécurité et la prospérité et c'est resté ainsi jusqu'à ce qu'il décède en 848. Son fils Ahmed Mezouar a quitté Fès pour le pays jbala, il s'installa près de Majmoula où il fut plus tard inhumé, son tombeau est encore visible dans le nid d'aigle de Hajarat Chorfa. Sur la demande des Beni Arouss il envoya son fils Sellam. La descendance de l'Émir Ali ben Muhammad se succéda dans le pays de Beni Arous, la région actuelle de Ouezzane, la région de Taounate et la ville de Fès.
Sellam (ou Slimane) laissa comme descendants Aïssa (enterré à Bouâmer), père de Horma (enterré à Imjazliyin), père de Ali (enterré à Oued Khmis Beni Aross), père d'Abou Bakr (enterré à Aïn Hadid). Ce dernier eut cinq fils : 
- Mchich: 
  - Yamlah: Ancêtre des Chérifs Ouazzani
  - Moussa
  - Moulay Abdeslam Ben Mchich
- Ali
- Younès
- Ahmed
- Mohamed, dit Melha.